# Nadia van Luijk
Nadia van Luijk (Rotterdam) is een Nederlands kunstenares die zich voornamelijk richt op muurschilderingen.

## Opleiding
Van Luijk studeerde af aan de Willem de Kooning Academie als autonoom 2D. Sinds 1999 is zij professioneel kunstenaar.

## Bekend werk
Van Luijk haalt haar inspiratie onder andere uit eten, hiphop en natuur. Haar werken bevinden zich veelal in de openbare ruimte. Zo is werk te zien in Rotterdam en Den Haag. Ze won de ontwerpwedstrijd georganiseerd door het Mauritshuis onder de naam Murals/Muâhtjes ter ere van het 200-jarig bestaan van het Mauritshuis. Haar muurschildering 'Taste my culture' is te zien in het Haagse Transvaalkwartier aan het Joubertplantsoen, hoek Smitstraat. Ook werkte ze samen met Herman den Blijker voor een muurschilderingen van een van zijn restaurants.